# Collegium
 (décembre 2017).
Si vous disposez d'ouvrages ou d'articles de référence ou si vous connaissez des sites web de qualité traitant du thème abordé ici, merci de compléter l'article en donnant les références utiles à sa vérifiabilité et en les liant à la section « Notes et références ».
Sous la Rome antique, un « collegium » (pluriel= collegia) est une corporation, une association servant des buts d'ordre public ou privé, reconnue par la loi et dotée de la personnalité légale.

## Étymologie
En latin « col-legium » signifie « relié, joint par la loi ».

## Fonctionnement
De telles associations peuvent avoir différentes fonctions : association d'affaires, clubs, sociétés funéraires... En pratique elles sont souvent la structure organisée d'un négociant ou homme d'affaires qui réalisent leurs activités dans un périmètre donné.
L'organisation interne du collegium est souvent calquée sur celles des institutions publiques (celle du Sénat particulièrement).
Dans le domaine religieux, la Rome antique connait quatre grandes corporations (« quattuor amplissima collegia ») réunissant des prêtres : les « pontifices », les « augures », les « quindecemviri », les « epulones ».
Les collèges sont nommées en fonction du nombre de magistrats les composant.
| Nombre de magistrats | Nom du collège         | Appellation des magistrats |
| -------------------- | ---------------------- | -------------------------- |
| 2                    | duoviri ou duumvirat   | duumvir                    |
| 3                    | tresviri ou triumvirat | triumvir                   |
| 4                    | quattuorviri           | quattuorvir                |
| 6                    | seviri                 | sextumvir                  |
| 7                    | septemviri epulones    | épulon                     |
| 8                    | octoviri               | octovir                    |
| 9                    | novemviri              | novemvir                   |
| 10                   | decemviri              | décemvir                   |
| 12                   | duodecemviri           | duodécemvir                |
| 15                   | quindecemviri          | quindécemvir               |
| 20                   | vigintivirat           | vigintivir                 |
| 26                   | vigintisexvirat        | vigintisexvir              |
| 100                  | centumviri             | centumvir                  |